# Rositsa (biflöde till Daugava)
Rositsa (vitryska: Росіца) är ett vattendrag i Belarus, på gränsen till Lettland. Det ligger i den norra delen av landet, 210 km norr om huvudstaden Minsk.
Trakten runt Rosіtsa består till största delen av jordbruksmark. Runt Rosіtsa är det glesbefolkat, med 17 invånare per kvadratkilometer.